# Векио Дацио (Ливорно)
Векио Дацио је насеље у Италији у округу Ливорно, региону Тоскана.
Према процени из 2011. у насељу је живело 28 становника. Насеље се налази на надморској висини од 43 м.